# Paraclius praedicans
Paraclius praedicans är en tvåvingeart som först beskrevs av Walker 1859.  Paraclius praedicans ingår i släktet Paraclius och familjen styltflugor. Inga underarter finns listade i Catalogue of Life.